# Deksketoprofen
Deksketoprofen (łac. dexketoprofenum) – organiczny związek chemiczny zbudowany z reszty benzofenonu i kwasu propionowego. Należy do grupy niesteroidowych leków przeciwzapalnych (NLPZ). Jest czystym enancjomerem o konfiguracji S(+), stanowiącym część budowy chemicznej racemicznego ketoprofenu, zachowującym typowe działanie macierzystego NLPZ, podczas gdy enancjomer R(–) jest pozbawiony takich właściwości.

## Zastosowanie
Deksketoprofen zalicza się do grupy silnych leków przeciwbólowych, przeciwzapalnych i przeciwgorączkowych. Znajduje on szerokie zastosowanie w lecznictwie – od bólu ostrego po chirurgicznym usunięciu zęba i bólu pooperacyjnego po bóle przebijające w nowotworowych bólach kości czy też migrenie. Badania kliniczne przeprowadzone na kilku modelach bólu wykazały skuteczne działanie przeciwbólowe trometamolu deksketoprofenu. Ponadto badania kliniczne przeprowadzone w zakresie opanowaniu bólu pooperacyjnego wykazały, że Dexak 50 roztwór do wstrzykiwań lub koncentrat do sporządzania roztworu do infuzji, podawany jednocześnie z opioidami pozwalał na istotne zmniejszenie dawki opioidów. W badaniach nad bólem pooperacyjnym, w których pacjenci otrzymywali morfinę za pomocą pompy infuzyjnej, kontrolowanej przez pacjenta, pacjenci leczeni deksketoprofenem wymagali istotnie mniejszej dawki morfiny (od 30% do 45% mniej), niż pacjenci w grupie placebo.

## Mechanizm działania
Leki z grupy NLPZ mają wspólny mechanizm działania polegający na hamowaniu cyklooksygenaz (COX). W organizmie ludzkim występują one pod dwiema postaciami:
- COX-1 – postać konstytutywna, obecna stale w organizmie i ważna dla wielu procesów fizjologicznych. To z jej hamowaniem związane są głównie efekty uboczne leczenia NLPZ ze strony układu pokarmowego.
- COX-2 – postać indukowana, wyzwalana w toku procesu zapalnego. Jej hamowanie może zwiększać ryzyko wystąpienia powikłań ze strony układu sercowo-naczyniowego np. zawału serca.

Deksketoprofen to sól trometaminowa deksketoprofenu (DKP.TRIS – trometamol deksketoprofenu, ang. dexketoprofen trometamol). Połączenie z trometaminą przekłada się na łatwą rozpuszczalność w wodzie (ponad 100 razy lepiej niż czysty kwas) i przewodzie pokarmowym, gdzie lek całkowicie zostaje przyswojony. Główną drogą eliminacji deksketoprofenu jest sprzęganie z glukuronidami, a następnie wydalanie przez nerki. W badaniach klinicznych początek działania przeciwbólowego uzyskiwano po 30 minutach od podania leku i trwa ono do 4–6 h. Cząsteczka trometaminy jest szybko hydrolizowana w osoczu krwi. Pozwala to na odzyskanie przez deksketoprofen lipofilności, umożliwiając przechodzenie do ośrodkowego układu nerwowego.

## Wskazania
- bóle zębów – np. po ekstrakcji zęba trzonowego
- ból miesiączkowy
- ból pooperacyjny
- bóle głowy
- migrena
- bóle mięśniowo-szkieletowe
- nowotworowe bóle kości
- ostry ból dolnego odcinka kręgosłupa
- rwa kulszowa
- kolka nerkowa

## Przeciwwskazania
- nadwrażliwość na deksketoprofen
- nadwrażliwość na inne leki z grupy niesteroidowych leków przeciwzapalnych (NLPZ) lub którąkolwiek substancję pomocniczą produktu leczniczego
- wystąpienie napadu astmy, skurczu oskrzeli, ostrego nieżytu błony śluzowej nosa, pokrzywki czy obrzęku naczynioruchowego po podaniu substancji o podobnym mechanizmie działania (np. kwas acetylosalicylowy lub inne NLPZ)
- czynna choroba wrzodowa żołądka
- krwawienia z przewodu pokarmowego
- przewlekła niestrawność
- stwierdzona perforacja lub krwawienie z przewodu pokarmowego związane z wcześniejszym leczeniem NLPZ
- choroba Leśniowskiego-Crohna lub wrzodziejące zapalenie jelit
- astma oskrzelowa
- ostra niewydolność serca
- umiarkowana lub ciężka niewydolność nerek (klirens kreatyniny <50 ml/min)
- ciężkie zaburzenia czynności wątroby
- skaza krwotoczna lub inne zaburzenia krzepnięcia
- trzeci trymestr ciąży i okres laktacji
- u pacjentów z ciężkim odwodnieniem (spowodowanym przez wymioty, biegunkę lub niedostateczną podaż płynów)
- jeśli w wywiadzie występowała fotoalergia lub reakcje fototoksyczne podczas leczenia z ketoprofenem lub fibratami.

## Sposób podawania
Deksketoprofen może być podany doustnie, domięśniowo lub dożylnie.
- Postać farmaceutyczna doustnego leku w tabletkach – przeznaczona do objawowego leczenia bólu o nasileniu małym do umiarkowanego, np. bólu mięśniowo-kostnego, bolesnego miesiączkowania czy bólu zębów.
- Postać farmaceutyczna doustnego preparatu rozpuszczalnego – pozwala osiągnąć szybkie maksymalne stężenie leku w osoczu już po 15-20 min. Maksymalne stężenie (Cmax) jest odpowiednio 30% wyższe po podaniu granulatu w porównaniu do tabletek
- Postać farmaceutyczna roztworu do wstrzykiwań/koncentratu do sporządzania roztworu do infuzji – podawana dożylnie lub domięśniowo w celu objawowego leczenia ostrego bólu o nasileniu umiarkowanym do ciężkiego, gdy doustne podanie leku nie jest odpowiednie, np. w przypadku bólu pooperacyjnego czy bólu okolicy lędźwiowo-krzyżowej.

Stosując lek doustnie w przypadku ostrego bólu i konieczności jego szybkiego uśmierzenia, zaleca się podawanie preparatu na 30 minut przed posiłkami. Lek cechuje krótki okres półtrwania – ok. 0,35 h w fazie dystrybucji (podanie doustne i domięśniowe/dożylne), a od 1 do 2,7 h (podanie domięśniowe/dożylne) lub 1,65 h (podanie doustne) w fazie eliminacji.

## Dawkowanie
W leczeniu słabego i umiarkowanego bólu (DKP.TRIS w postaci doustnej):
- zalecana dawka początkowa – 12,5 mg co 4-6 h lub 25 mg co 8 h;
- całkowita dawka dobowa – nie powinna przekraczać 75 mg;
- dla osób starszych lub z niewydolnością nerek czy wątroby maksymalna dawka dobowa jest mniejsza i wynosi 50 mg.

Nie zaleca się przewlekłego stosowania leku, a leczenie powinno być kontynuowane tylko tak długo, jak długo utrzymuje się ból.
W leczeniu bólu umiarkowanego i ciężkiego (DKP.TRIS w postaci parenteralnej):
- zalecana dawka – 50 mg co 8-12 h;
- dawkę można powtórzyć po 6 h w razie potrzeby;
- całkowita dawka dobowa – nie powinna przekraczać 150 mg.

Leczenie parenteralne powinno ograniczać się do okresu ostrych objawów (nie dłużej niż 2 dni), a gdy tylko stan kliniczny na to pozwoli, należy przejść na podawanie doustne.

## Preparaty dostępne w Polsce
- Preparaty proste: Auxilen, Dektac, Dexak, Dextin, Kerdex, Ketesse[3].
- Preparaty złożone: Skudexa (z tramadolem)[4].